# Текалитлан
Текалитла́н (исп. Tecalitlán) — посёлок в Мексике, в штате Халиско, входит в состав одноименного муниципалитета и является его административным центром. Численность населения, по данным переписи 2020 года, составила 13 243 человека.

## Общие сведения
Название Tecalitlán с языка науатль можно перевести как: место камня для строительства домов.
В 1522 году регион был открыт и завоёван конкистадорами во главе с Кристобалем де Олидом и Хуаном Родригесом де Вильяфуэрте.
В 1737 году поселение упоминается, как деревня с несколькими семьями аборигенов, расположенное к востоку от холма Ла-Крус, где сейчас находится водохранилище Уисилакатес.
6 декабря 1776 года по указу командующего Мигеля Понсе де Леона был основан Текалитлан на его теперешнем месте.
В 1781 году ему был присвоен статус пуэбло.
В 1828 году началось строительство храма Девы Марии Гваделупской.
Текалитлан расположен в 160 км к югу от столицы штата, города Гвадалахара, на федеральной трассе 110.
Он известен своим оркестром марьячи Варгаса, который называю лучшим в мире.

## Население
| Год  | Численность | Численность |
| ---- | ----------- | ----------- |
| 2000 | 12 828      | [ 7 ]       |
| 2010 | 12 411      | [ 8 ]       |
| 2020 | 13 243      | [ 9 ]       |